# Jacobo d'Àvila
Jacobo, també citat per la variant del seu nom, Diego, fou un religiós castellà, que esdevingué bisbe d'Àvila entre 1195 i 1203.
A diferència d'altres bisbes d'Àvila del seu segle, no hi ha constància d'una forta intervenció en la política castellana, de fet, hi ha pocs fets coneguts del seu episcopat. El 1198 va fundar la parròquia de San Nicolás a Àvila, on es van col·locar les suposades relíquies del sant.
Malgrat no participar gaire en política, esitgué present en una diada a Peñafiel, en presència d'Alfons IX de Lleó, el 1196. El 1200 va viatjar a Sant Sebastià amb el rei Alfons VIII, on el monarca anava a confirmar les condicions per les quals la senyoria de Guipúscoa s'agregava a Castella i on quedaven ratificats els furs d'aquella regió. Arrel d'això la signatura de Jacobo apareix en un document, si bé amb una data posterior a la seva mort, 28 d'octubre de 1238.
El papa Innocenci III va demanar a Jacobo i als bisbes de Segòvia i Zamora, que esbrinessin el contingut del V llibre de decretals, sobre un cas d'un mestrescola palentí que es queixava del seu bisbe i la seva resolució.
Mort el 1203, fou enterrat a la catedral d'Àvila, al costat de l'altar de l'apòstol sant Jaume.